# Carex heteroneura
Espèce
Classification phylogénétique
Carex heteroneura est une espèce de plantes du genre Carex et de la famille des Cyperaceae.

## Habitat
L'espèce est présente à l'ouest de l'Amérique du Nord et plus précisément à l'ouest d'une ligne allant du Nouveau-Mexique jusqu'à la province canadienne de l'Alberta. Elle apprécie les zones humides de montagne.

## Description
Carex heteroneura produit une tige pouvant atteindre un mètre de haut bien que généralement bien plus petite. L'espèce peut varier en apparence ce qui peut rendre sa caractérisation difficile. Les écailles des fleurs et les périgynes. Les fruits peuvent ainsi varier d'un individu à l'autre. Les épis sont oblongs ou cylindriques et possèdent des épillets bicolores. Le périgyne est vert ou pourpre.